# هانس کریستیان نیلسن (دوچرخه‌سوار)
هانس کریستیان نیلسن (انگلیسی: Hans Christian Nielsen; ۱۶ فوریهٔ ۱۹۱۶ – ۲۸ نوامبر ۲۰۰۴) دوچرخه‌سوار اهل دانمارک بود.